# Oreodeira gracilipes
Oreodeira gracilipes är en ödleart som beskrevs av  Girard 1857. Oreodeira gracilipes ingår i släktet Oreodeira och familjen agamer. Inga underarter finns listade i Catalogue of Life.